# Aju Meosjin
Aju Meosjin, detto il Bonelli coreano (Pyongyang, 7 maggio 1946), è un fumettista e editore nordcoreano, noto per aver fondato alla casa editrice Yellow Kim.

## Biografia
La famiglia Meosjin fonda agli inizi degli anni trenta una piccola tipografia a Wŏnsan-si (원산시; 元山市), città portuale da cui arrivavano molte merci dall'estero, soprattutto dal Giappone, tra cui stampe, libri e fumetti. Dopo la divisione della Corea, la famiglia si sposta nella capitale Pyongyang (평양?, 平壤), dove si specializza in stampe e litografie, con soggetti a tema governativo, di propaganda o libri scolastici. Poco meno di un anno dopo il trasferimento nasce Aju Meosjin, che lavora sin da adolescente con il padre. Il gran numero di testi raccolti in molti anni dalla famiglia, soprattutto i primi manga giapponesi, portano il ragazzo ad appassionarsi al disegno, creando e distribuendo i primi fumetti satirici nord-coreani. Alla morte del padre nel 1963, all'attività di tipografo si affiancherà l'attività di editore fondando la casa editrice Yellow Kim, in completa clandestinità; infatti il giovane editore, oltre a stampare i propri lavori, inizia a raccogliere materiale degli artisti locali, stampando a proprie spese e senza mai trovare un vero distributore, sia per l'argomento delle sue produzioni, sia per il rifiuto di stampare gruim-chaek, le stampe a disegni di propaganda governativa.
Verso metà degli anni settanta, Aju Meosjin amplia la propria redazione, aggiungendo ai collaboratori storici nuovi autori che già avevano scritto e disegnato per il regime subendone però la censura, riuscendo a dare alla luce alcuni lavori talmente forti che il loro impatto arriverà fino in Europa.
La lotta alla censura porta la Yellow Kim a produrre materiale erotico e pornografico, filtrato profondamente dalla cultura e dai tabù del proprio paese; produce anche un cartone animato disegnato di Hiroshi Harada, mai però proiettato. I cartoni animati saranno per sempre uno delle chimere della casa di produzione, mai riuscita a produrne in maniera regolare, data la grande difficoltà di trovare cinematografi disposti a rendere visibili lavori così pericoli; altri lavori furono Kim-Mi Mouse wa Potgan di Jon Su-Goi Ehhm, in cui un professore ama creare bombe e di cui rimangono schizzi e Storia delle Anime Attonite, di Keynes Kwen Ko, storia struggente di disagio e solitudine.
Le prime denunce e i primi arresti non scoraggiano Aju Meosjin, che anzi, trova nuovi autori smaniosi di partecipare alle sue collane editoriali che rilanceranno la casa editrice rendendola nota anche al di fuori dei confini nazionali e rendendo AJu Meosjin una figura simbolo nel campo delle autoproduzioni, oramai su scala mondiale. Di lui non esistono praticamente foto e quasi niente del suo materiale è mai uscito dai confini del paese se non nel 1989 quando, dopo la caduta del muro di Berlino, riesce a mantenere una breve corrispondenza con alcuni autori e riviste europee, tra cui Frigidaire e Cannibale in Italia, Metal Hurlant in Francia, Screw e Mad Magazine negli Stati Uniti. Alcuni autori occidentali, con un visto dei partiti comunisti dell'epoca, riescono a incontrare segretamente Aju Meosjin, in quella che sarà più tardi riconosciuta come la "famosa e fumosa stanza 69" del Yanggakdo International Hotel nella quale l'editore e fumettista, grazie all'aiuto dell'attrice di burlesque Carmen Choi, amante di un noto politico, riesce a ricevere fugacemente autori di satira e underground, con cui crea storie e personaggi per la sua casa editrice.
L'incontro con artisti, musicisti, pensatori e autori di mezzo mondo porta l'autore a creare alcune tra le riviste più interessanti e geniali di tutta la sua vasta produzione, come Il complotto umano, una storia disegnata a 50 mani con protagonisti Leonardo da Vinci e un bambino contro gli antichi faraoni d'Egitto, opera gigante mai terminata. Altro frutto della grande influenza occidentale è la rivista Seppuku, fanzine musicale di cui è sopravvissuto un solo numero ciclostilato del 1984, con le interviste al punk rocker Hyun Ganjun e al gruppo I Quaccheri. La musica rappresenta un punto fondamentale della vita di Aju Meosjin, l'unica video-opera attualmente esistente è dato dal live dei From Out a Space, il gruppo reggae soviet punk dell'amata Carmen Choi, cantante, stilista e ballerina. La musica rappresenta il filo conduttore anche con lo storico collega, amico ed eclettico artista Syg Moon, che da questo momento instaura una fitta corrispondenza anch'egli con Vittore Baroni, Andrea Pazienza e Vincenzo Sparagna, dando alla luce riviste come Bomber e Dismember the Alamo!, che rappresentano tuttora il primo caso di leale collaborazione in italiano con la Yellow Kim press.
La fine della Guerra Fredda suscita In Aju Meosjin la speranza di poter viaggiare e produrre le proprie opere anche al di fuori dei confini nazionali, trovando un vero editore, ma le lettere che spedisce e riceve nel biennio 1989/1990 vengono rintracciate dalla polizia postale e l'editore nord coreano viene costretto a rinnegare il proprio lavoro. La tipografia di famiglia diviene di proprietà del governo e da allora di lui si persero le tracce per quasi vent'anni. Di questi brevi rapporti epistolari, e dai racconti dei pochi che lo hanno conosciuto, sono emersi, oltre a quelli già citati, altri titoli delle sue infinite produzioni, tra cui Kumgangsan Gangster, Far East Cowboys&Cowgirls, Batmarx&Lenin, Yanggakdo Hot Hot Hotel e Uncle SAMsung.
Nel 2011, alla morte di Kim Jong-il, con il collettivo NorthSouthEastWestKorea composto da artisti, musicisti e scrittori, inscena la propria morte e tenta la fuga, approfittando dei funerali di Stato che bloccano il Paese. Il progetto fallisce e vengono arrestati quasi tutti i componenti del gruppo, tranne l'attrice Carmen Choi e Aju Meosjin, dei quali nessuno saprà più niente. Scompare così dopo quarant'anni l'editore e fumettista nord coreano, testimone della scena artistica underground nord-coreana, capace di spaziare dalla satira, soprattutto nazionale, fino a fumetti erotici o fanzine musicali, dove troviamo i primi, se non unici cenni al rock 'n' roll e punk nord-coreano. La sua eredità rimane per lo più nelle lettere spedite verso la fine degli anni ottanta e in poche collezioni private.

## Premi e riconoscimenti
- "Aju Meosjin - La storia proibita della Yellow Kim edizioni": incontro, Milano, 5 maggio 2017;[1][2]
- "YELLOW KIM - works 1957-2017": mostra a cura di Yellow Kim Foundation e AFA sulla casa editrice Yellow Kim e sul suo fondatore Aju Meosjin., 5-7 maggio 2017.[1][2]